# Jeff Coetzee
Jeff Coetzee (Okiep, 25 aprile 1977) è un allenatore di tennis ed ex tennista sudafricano vincitore di sei tornei dell'ATP Tour in doppio, specialità della quale è stato il 12º giocatore al mondo nel novembre 2008.

## Carriera

### Giocatore
Nei tornei dello Slam ottiene i migliori risultati sul cemento, raggiunge infatti per ben due volte le semifinali agli Australian Open (nel 2003 e 2008) oltre ai quarti di finale durante gli US Open 1999.
In Coppa Davis ha giocato un totale di diciotto match con la squadra sudafricana vincendone tredici.

### Allenatore
Dopo il ritiro dell'attività agonistica avvenuto a metà 2011, comincia a dedicarsi all'attività di allenatore distinguendosi soprattutto per il lavoro con la coppia colombiana di doppio Robert Farah e Juan Sebastián Cabal, che nel 2018 sotto la sua guida raggiunge la finale agli Australian Open e si aggiudica gli Internazionali BNL d'Italia di Roma issandosi fino alla seconda posizione del ranking garantendosi un posto le ATP Finals.
Agli US Open 2014 ha seguito anche la coppia di doppio semifinalista composta da Sania Mirza e Cara Black e la coppia vincitrice del doppio misto formata dalla stessa Mirza e Bruno Soares.
Tra gli altri tennisti seguiti tra circuito ATP e WTA si segnalano Rajeev Ram, Raven Klaasen, la coppia Julio Peralta e Santiago González, Angelique Kerber, Mandy Minella, Andrea Petković e Cedrik-Marcel Stebe. Dal dicembre 2017 collabora con la Squadra sudafricana di Coppa Davis affiancando Neville Godwin.

## Statistiche

### Doppio

#### Vittorie (6)
| Legenda                                        |
| Grande Slam (0)                                |
| Tennis Masters Cup / ATP World Tour Finals (0) |
| Masters Series (0)                             |
| ATP International Series Gold (1)              |
| ATP International Series (5)                   |

| Numero | Data              | Torneo                                 | Superficie  | Compagno      | Avversari in finale                | Punteggio            |
| 1.     | 15 luglio 2002    | Dutch Open, Amersfoort                 | Terra rossa | Chris Haggard | André Sá Alexandre Simoni          | 7–6(1), 6–3          |
| 2.     | 30 settembre 2002 | Japan Open Tennis Championships, Tokyo | Cemento     | Chris Haggard | Jan-Michael Gambill Graydon Oliver | 7–6(4), 6–4          |
| 3.     | 30 dicembre 2002  | Medibank International, Adelaide       | Cemento     | Chris Haggard | Maks Mirny Jeff Morrison           | 2–6, 6–4, 7–6(7)     |
| 4.     | 8 gennaio 2007    | Heineken Open, Auckland                | Cemento     | Rogier Wassen | Simon Aspelin Chris Haggard        | 6(9)–7, 6–3, [10–2]  |
| 5.     | 17 giugno 2007    | Ordina Open, 's-Hertogenbosch          | Erba        | Rogier Wassen | Martin Damm Leander Paes           | 3–6, 7–6(5), [12–10] |
| 6.     | 14 aprile 2008    | Estoril Open, Estoril                  | Terra rossa | Wesley Moodie | Jamie Murray Kevin Ullyett         | 6–2, 4–6, [10–8]     |